# Eustrotia attrivitta
Eustrotia attrivitta là một loài bướm đêm trong họ Noctuidae.